# Null-Variante
Als Null-Variante wird umgangssprachlich die Variante bezeichnet, ein Projekt oder einen gefassten Plan nicht umzusetzen und die Konsequenzen dieser Vorgangsweise auf Umwelt und Gesellschaft abzuschätzen. 
Eine besondere Rolle kommt der Null-Variante in der Umweltverträglichkeitsprüfung (UVP) zu, da damit beurteilt werden kann, ob die Umsetzung eines Projekts unbedenklich ist und/oder ob daran ein öffentliches Interesse bestehen kann. Unabhängig davon ist die Prüfung von Null-Varianten im Planungsrecht schon aufgrund des Abwägungsgebots impliziert und grundsätzlich bei projektbezogenen Planungen der öffentlichen Hand geboten.
Andere Begriffe sind: Situation ohne Projekt, Planungsnullfall, Beibehaltung des Status quo.